# Cayrac
Cayrac is een gemeente in het Franse departement Tarn-et-Garonne (regio Occitanie) en telt 416 inwoners (2004). De plaats maakt deel uit van het arrondissement Montauban.

## Geografie
De oppervlakte van Cayrac bedraagt 6,2 km², de bevolkingsdichtheid is 67,1 inwoners per km².
De onderstaande kaart toont de ligging van Cayrac met de belangrijkste infrastructuur en aangrenzende gemeenten.

## Demografie
Onderstaande figuur toont het verloop van het inwonertal (bron: INSEE-tellingen).